# Tadeusz Kijański
Tadeusz Kijański est un réalisateur, scénariste, scénographe, acteur, peintre et écrivain polonais né le 1er septembre 1947 à Wojkowice.

## Biographie
Tadeusz Kijański est né le 1er septembre 1947 à Wojkowice, dans la voïvodie de Silésie, en Pologne.
En 1972, il est diplômé du département d'interprétation de l'École nationale supérieure de théâtre Ludwik-Solski. En 1975, il est diplômé du département de réalisation pour le cinéma, le théâtre et la télévision de l'École nationale de cinéma de Łódź.
Il est auteur de films de cinéma, de téléfilms, de pièces de théâtre, de pièces radiophoniques et de plusieurs livres. Il a travaillé avec des théâtres à Varsovie, Wrocław, Poznań, Opole, Częstochowa, Szczecin, Lublin, Płock et Bielsko-Biała.
Entre 1989 et 1992, il a dirigé la scène du théâtre Adam Mickiewicz à Częstochowa.
Durant sa vie, il expose ses peintures, vitraux, calendriers et compositions décoratives dans des galeries à Munich, Dürnzhausen, Cologne, Francfort-sur-le-Main, Vienne, Stockholm, Madrid et aux États-Unis.
Engagé dans l'activisme environnemental, il est l'auteur de projets multimédias : Terra Polona, Zielone okna ou Czy zasypią nas śmieci. Réalisateur et scénariste de longs métrages écologiques : Czy zasypią nas śmieci, Czysta Energia, Raport et une série de films sur les quatre éléments intitulée Vigor. Depuis de nombreuses années, il coopère avec le ministère de l'environnement, le Fonds national pour la protection de l'environnement et la gestion de l'eau, les forêts domaniales et la Fondation pour la conservation de l'énergie.